# 박일 (1961년)
박일(朴一, 1961년 2월 8일 ~ )은 대한민국의 제5·6·7·8·9대 전라북도 정읍시의원이다.

## 학력
- 정읍남국민학교 졸업
- 호남중학교 졸업
- 호남고등학교 졸업
- 원광대학교 영어영문학과 학사 졸업

## 경력
- 수성초등학교 운영위원회 위원장
- 열린우리당 전북도당 정책기획위원회 위원
- 국제인권옹호 한국연맹 정읍시지회 부회장
- 2007.04 ~ 2010.06 제5대 전라북도 정읍시의회 의원
- 2007.04 ~ 2008.07 제5대 전라북도 정읍시의회 전반기 자치행정위원회 위원
- 2008.07 ~ 2010.06 제5대 전라북도 정읍시의회 후반기 자치행정위원회 위원장
- 2010.07 ~ 2014.06 제6대 전라북도 정읍시의회 의원
- 2010.07 ~ 2012.07 제6대 전라북도 정읍시의회 전반기 경제건설위원회 위원
- 2012.07 ~ 2014.06 제6대 전라북도 정읍시의회 후반기 의회운영위원회 부위원장
- 2012.07 ~ 2014.06 제6대 전라북도 정읍시의회 후반기 경제건설위원회 위원
- 2014.07 ~ 2018.06 제7대 전라북도 정읍시의회 의원
- 2014.07 ~ 2016.07 제7대 전라북도 정읍시의회 전반기 부의장
- 2014.07 ~ 2016.07 제7대 전라북도 정읍시의회 전반기 자치행정위원회 위원
- 2016.07 ~ 2018.06 제7대 전라북도 정읍시의회 후반기 경제건설위원회 위원
- 2018.07 ~ 2022.06 제8대 전라북도 정읍시의회 의원
- 2018.07 ~ 2020.07 제8대 전라북도 정읍시의회 전반기 자치행정위원회 위원
- 2018.07 ~ 2020.07 제8대 전라북도 정읍시의회 전반기 예산결산특별위원회 위원
- 2020.07 ~ 2022.06 제8대 전라북도 정읍시의회 후반기 자치행정위원회 위원
- 2022.07 ~ 제9대 전라북도 정읍시의회 의원
- 2022.07 ~ 제9대 전라북도 정읍시의회 전반기 자치행정위원회 위원
- 2022.07 ~ 제9대 전라북도 정읍시의회 전반기 예산결산특별위원회 위원
- 2023.07 ~ 제9대 전라북도 정읍시의회 윤리특별위원회 위원

## 역대 선거 결과
|  | 10.90% |

|  | 49.64% |

|  | 20.87% |

|  | 29.28% |

|  | 27.59% |

|  | 27.01% |